# Defensa y seguridad de Argentina
La defensa y seguridad de Argentina es administrada por los ministerios de Defensa y Seguridad, que conducen a las Fuerzas Armadas y de Seguridad, respectivamente.
El Sistema de Defensa Nacional es el conjunto de todas las fuerzas de la República Argentina para solucionar aquellos conflictos que requieran el empleo de sus Fuerzas Armadas a fin de conjurar ataques externos.

## Argentina en el mundo
La República Argentina persiste en su llamado para que el Reino Unido de Gran Bretaña e Irlanda del Norte reanude las negociaciones de conformidad con las resoluciones de la Asamblea General de las Naciones Unidas.
Argentina promueve el respeto y la paz entre las naciones y la resolución pacífica de los conflictos mediante mecanismos institucionales de cooperación y gobernanza internacional. Argentina sostiene una política de defensa estratégica defensiva.

## Organización
El conjunto de normas que rigen al Sistema de Defensa Nacional pertenecen a la Constitución de la Nación Argentina.
La Constitución obliga a todo ciudadano a «armarse en defensa de la patria y de esta Constitución».
El Artículo 99 de la Constitución dispone que el presidente de la Nación Argentina:
- Es el comandante en jefe de todas las fuerzas armadas de la Nación.
- Provee los empleos militares de la Nación con acuerdo del Senado, en la concesión de los rangos de los oficiales superiores de las fuerzas armadas; y por sí solo en el campo de batalla.
- Dispone de las fuerzas armadas y corre con su organización y distribución según de las necesidades de la Nación.
- Emite la declaración de guerra y ordena represalias con autorización y aprobación del Congreso.
- Declara el estado de sitio en uno o varios lugares de la Nación, en caso de ataque exterior y por un tiempo limitado, con acuerdo del Senado.

El Artículo 75 de la Constitución dispone que el Congreso de la Nación Argentina:
- Autorizar al Poder Ejecutivo para declarar la guerra o hacer la paz.
- Facultarlo para ordenar represalias, y establecer reglamentos para esas acciones.
- Fijar las fuerzas armadas en tiempos de paz y de guerra, y dictar normas para su organización y gobierno.
- Permitir la introducción de tropas extranjeras en el territorio de la Nación, y la salida de fuerzas nacionales fuera de él.

El Sistema de Defensa Nacional se encuentra sometido a lo dispuesto a la Constitución Nacional, y específicamente regulado por la Ley 23 554. La misma, establece que son competencias del presidente de la Nación, (en su carácter de comandante en jefe de las FF. AA.), la «dirección de la defensa nacional y la conducción de las Fuerzas Armadas», en los términos citados de la Constitución Nacional. Particularmente, el presidente ejercerá:
- La conducción integral de la guerra con el asesoramiento y asistencia del Consejo de Defensa Nacional;
- La conducción militar de la guerra con la asistencia y asesoramiento del ministro de Defensa, del jefe del Estado Mayor Conjunto y de los jefes de Estados Mayores Generales de cada una de las Fuerzas Armadas, constituidas en comité de crisis.

Por debajo del presidente de la Nación, se encuentra el Consejo de la Defensa Nacional —CODENA—, que asesora de manera directa e integral al primero, sobre las cuestiones vinculadas a la defensa nacional. Conforme establece la Ley, el CODENA se encuentra presidido por el presidente de la Nación, —quien está encargado de adoptar las decisiones en todos los casos—, e integrado primariamente por el vicepresidente de la Nación, los ministros del Gabinete Nacional y el responsable del organismo de mayor nivel de inteligencia, siendo sus funciones las asesorar al presidente de la Nación en la «determinación de los conflictos, de las hipótesis de conflicto y de guerra así como también en la adopción de las estrategias, en la determinación de las hipótesis de confluencia y en la preparación de los planes y coordinación de las acciones necesarias para su resolución» (Art. 12).
El Congreso de la Nación, interviene en el Sistema de Defensa Nacional, en los términos que la Constitución establece, asimismo como por intermedio de los Presidentes de las Comisiones de Defensa del Senado y de la Cámara de Diputados de la Nación y dos integrantes de dichas Comisiones, —uno por el bloque de la mayoría y otro por la primera minoría—, integrando el Consejo de Defensa Nacional, ejerciendo el clásico factor de contralor y balance frente al poder ejecutivo.
El cuarto integrante del Sistema, es el ministro de Defensa —MINDEF—, ejerce la dirección, ordenamiento y coordinación de las actividades propias de la Defensa que no se reserve o realice directamente el presidente de la Nación o que no hayan sido atribuidas a otro funcionario, órgano u organismo específico en particular.
En el siguiente peldaño en el orden jerárquico, se encuentra el Estado Mayor Conjunto de las Fuerzas Armadas —EMCFFAA—, asiste al Ministro de Defensa en materia de estrategia militar, realizará el planeamiento estratégico militar de acuerdo a orientaciones dadas por el presidente de la Nación, a través del ministro de Defensa, y es el órgano de trabajo del comité de crisis. Entiende asimismo, conforme dispone la ley, en:
- La formulación de la doctrina militar conjunta;
- La elaboración de planeamiento militar conjunto;
- La dirección del adiestramiento militar conjunto;
- El control del planeamiento estratégico operacional y la eficacia del accionar militar conjunto.

Dependiendo del ministro de Defensa, —por delegación del presidente de la Nación—, y manteniendo una relación funcional con el Estado Mayor Conjunto a fin de proveer a la acción militar conjunta, se encuentran los jefes de los Estados Mayores Generales de las Fuerzas Armadas, definidas estas taxativamente por la ley como: el Ejército Argentino, la Armada de la República Argentina, y la Fuerza Aérea Argentina. Siendo designados por el presidente de la Nación entre los generales, almirantes o brigadieres del Cuerpo Comando en actividad, los jefes de Estados Mayores Generales, ejercen el gobierno y administración de sus respectivas fuerzas, dirigen la preparación para la guerra de los elementos operacionales de las respectivas fuerzas y su apoyo logístico, y asesoran al Estado Mayor Conjunto en todo lo relativo al planeamiento militar conjunto, acerca de la composición, dimensión y despliegue de las respectivas fuerzas armadas.

### Ley de Defensa Nacional
La Ley 23 554 de Defensa Nacional de 1988, que reemplazó a la Ley 16 970 de 1966, es la ley principal.
La Ley 23 554 modificó el concepto de defensa impuesto en la Ley 16 970 que había sido dictada en octubre de 1966. La Ley antigua se influenciaba por la doctrina de la seguridad nacional. El concepto de defensa se basaba en la noción de un conflicto propio de la Guerra Fría, y preveía la posibilidad de la existencia de un enemigo ideológico interno. La nueva Ley cambió la mencionada noción por un concepto de respuesta a agresiones militares extranjeras y la preparación para ello durante los tiempos de paz.

## Composición
La Ley 23 554 define la composición del Sistema de Defensa Nacional.
- El presidente de la Nación.
- El Consejo de Defensa Nacional.
- El Congreso de la Nación, en ejercicio de las facultades conferidas por la Constitución Nacional para el tratamiento de cuestiones vinculadas a la defensa y permanentemente a través de las Comisiones de Defensa de ambas Cámaras.
- El Ministerio de Defensa.
- El Estado Mayor Conjunto de las Fuerzas Armadas.
- El Ejército, la Armada y la Fuerza Aérea.
- Gendarmería Nacional y Prefectura Naval en los términos que prescribe la presente ley.
- El pueblo de la Nación mediante su participación activa en las cuestiones esenciales de la defensa, tanto en la paz como en la guerra de acuerdo a las normas que rijan.

## Sistema de Inteligencia de la Defensa
El Sistema de Inteligencia de la Defensa tiene por misión asistir al ministro de Defensa en materia de inteligencia militar requerida para la conducción de los asuntos de la defensa nacional.